# 14206 Сегнал
14206 Сегнал (14206 Sehnal) — астероїд головного поясу, відкритий 15 лютого 1999 року.
Тіссеранів параметр щодо Юпітера — 3,147.